# Torre de Poyato
La torre de Poyato, es un castillo rural de época de la conquista castellana, situado en el municipio de Santisteban del Puerto, provincia de Jaén (España). Está declarado BIC.

## Descripción
El recinto, de pequeño tamaño, actualmente se encuentra en ruina. Permanece en pie la una torre del homenaje, casi cuadrada, de 5,15 m por 4,80 m de lado, construida en mampostería, con hiladas de sillares prácticamente perdidas. Se conservan dos plantas, la baja con bóveda apuntada, y la superior actualmente sin cubierta, con un pequeño hueco.

## Datación
Por el tipo constructivo, y su carácter de castillo rural, los autores lo datan en el siglo XIII.